# Fuente Vaqueros
Fuente Vaqueros, también llamado popularmente La Fuente, es una localidad y municipio español situado en la parte occidental de la comarca de la Vega de Granada, en la provincia de Granada, comunidad autónoma de Andalucía. Limita con los municipios de Santa Fe, Chauchina, Cijuela, Láchar y Pinos Puente, aunque solo una estrecha franja de cien metros de longitud lo separa del límite entre Pinos y Valderrubio. Otras localidades cercanas son Romilla, Alitaje, Zujaira y Casanueva. Cuenta con una población de 4625 habitantes (INE 2024). Por su término discurre el río Genil, en el que desemboca a su vez el Cubillas, próximo al núcleo de Láchar.
El municipio fuenterino es una de las treinta y cuatro entidades que componen el área metropolitana de Granada, y comprende los núcleos de población de Fuente Vaqueros —capital municipal—, La Paz y una pequeña parte de Pedro Ruiz, situado este último entre los límites municipales de Fuente Vaqueros y Santa Fe. Además existió la aldea de El Martinete, un antiguo molino de harina del que sólo se conservan sus ruinas.
En este pueblo nació el poeta y dramaturgo español más importante del siglo XX, Federico García Lorca, cuya figura constituye el principal reclamo turístico y cultural de la localidad.

## Geografía

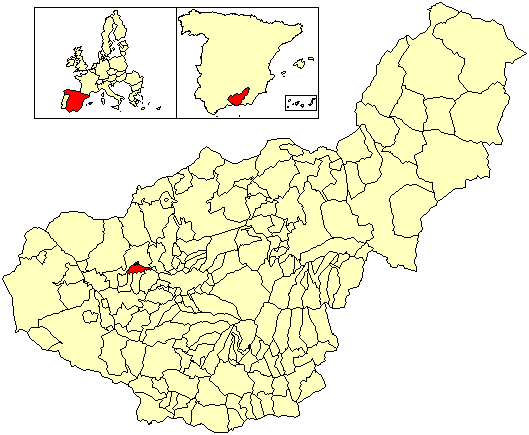
Extensión del municipio en la provincia de Granada

### Situación
Integrado en la comarca de la Vega de Granada, se encuentra situado a 22 kilómetros de la capital provincial, a 95 de Jaén, a 172 de Almería y a 291 de Murcia.
| Noroeste: Pinos Puente | Norte: Pinos Puente                | Nordeste: Pinos Puente |
| Oeste: Pinos Puente    |                                    | Este: Pinos Puente     |
| Suroeste: Láchar       | Sur: Cijuela, Chauchina y Santa Fe | Sureste: Santa Fe      |

## Historia
Fuente Vaqueros comparte historia con el resto de los lugares de la Vega granadina. De origen probablemente árabe, vivió el esplendor de la Dinastía Nazarí, hasta la Reconquista en 1492. Sufrió también, como los demás pueblos de la zona, la expulsión de los moriscos y su posterior repoblación con colonos de otras regiones.
El Soto de Roma, propiedad de los Reyes de Granada, pasó a formar parte de los bienes directos de la Corona después de la Toma de Granada, como lugar de caza y recreo, con densos bosques y plantíos. Durante trescientos años estuvo en manos reales, regalándosela Su Majestad el Rey Carlos III a Ricardo Wall en 1756. En 1767 empezó la colonización de la finca. En 1777 volvió a manos de la Corona, pasando luego a Manuel Godoy. Al volver de nuevo a la Corona, en 1813 las Cortes donaron la finca a perpetuidad al Duque de Wellington como recompensa por los servicios prestados durante la Guerra de la Independencia contra los franceses.

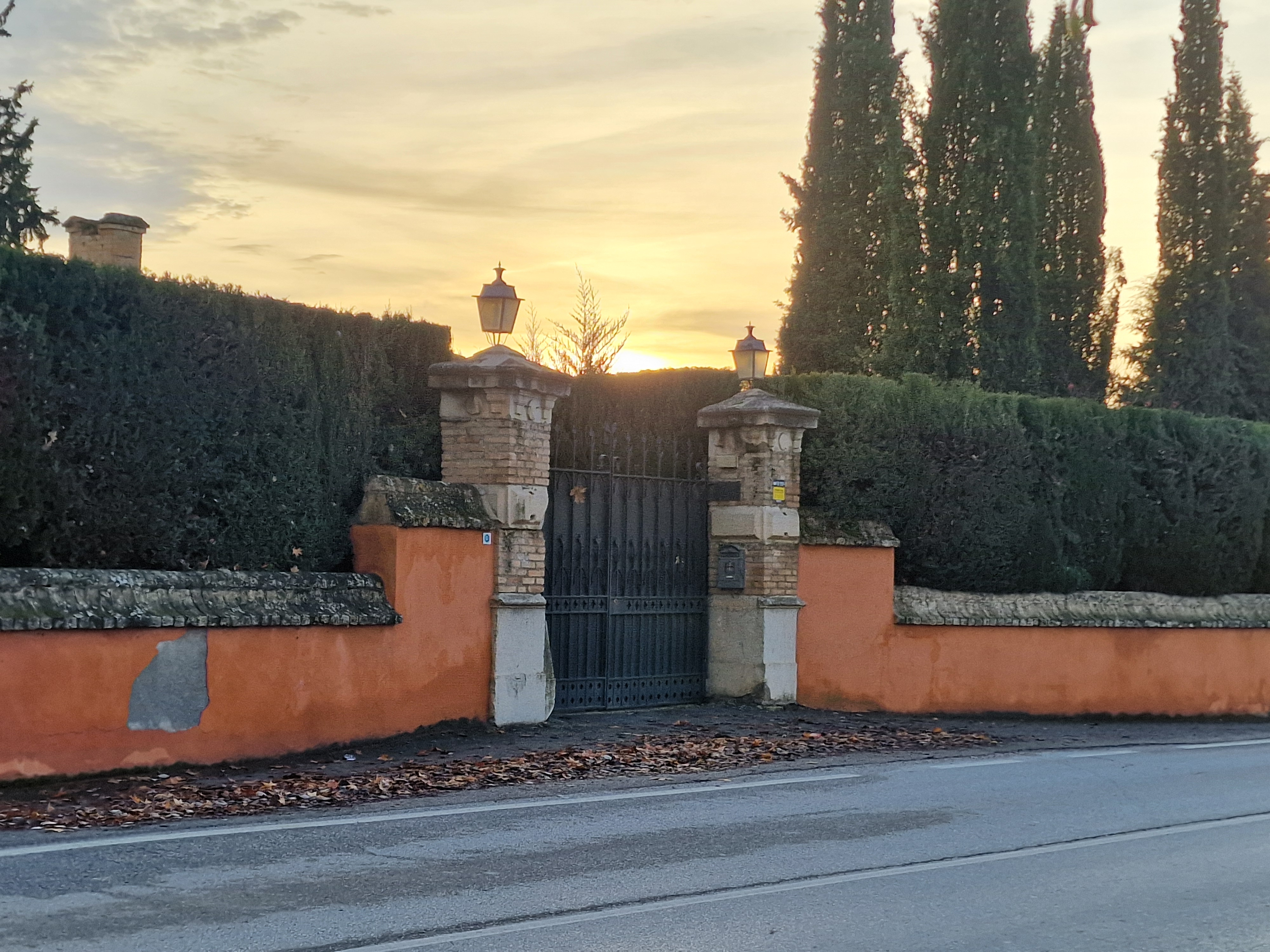
Vista de la finca conocida como la Casa Real del Soto de Roma

En el centro de esta enorme finca existía una zona donde se acumulaba mucha agua, llegando a ser un pantano en ocasiones debido a las pérdidas del acuífero de la vega, se encontraban dos alquerías: Alquería de la Fuente y Alquería de los Vaqueros, que posteriormente darían lugar a Fuente Vaqueros.
Hasta 1940 el actual municipio de Fuente Vaqueros perteneció al duque de Wellington, teniendo sus tierras arrendadas a los colonos y poco a poco fue vendiéndoselas a los mismos, que poblaron y dieron paso al actual municipio.

## Demografía

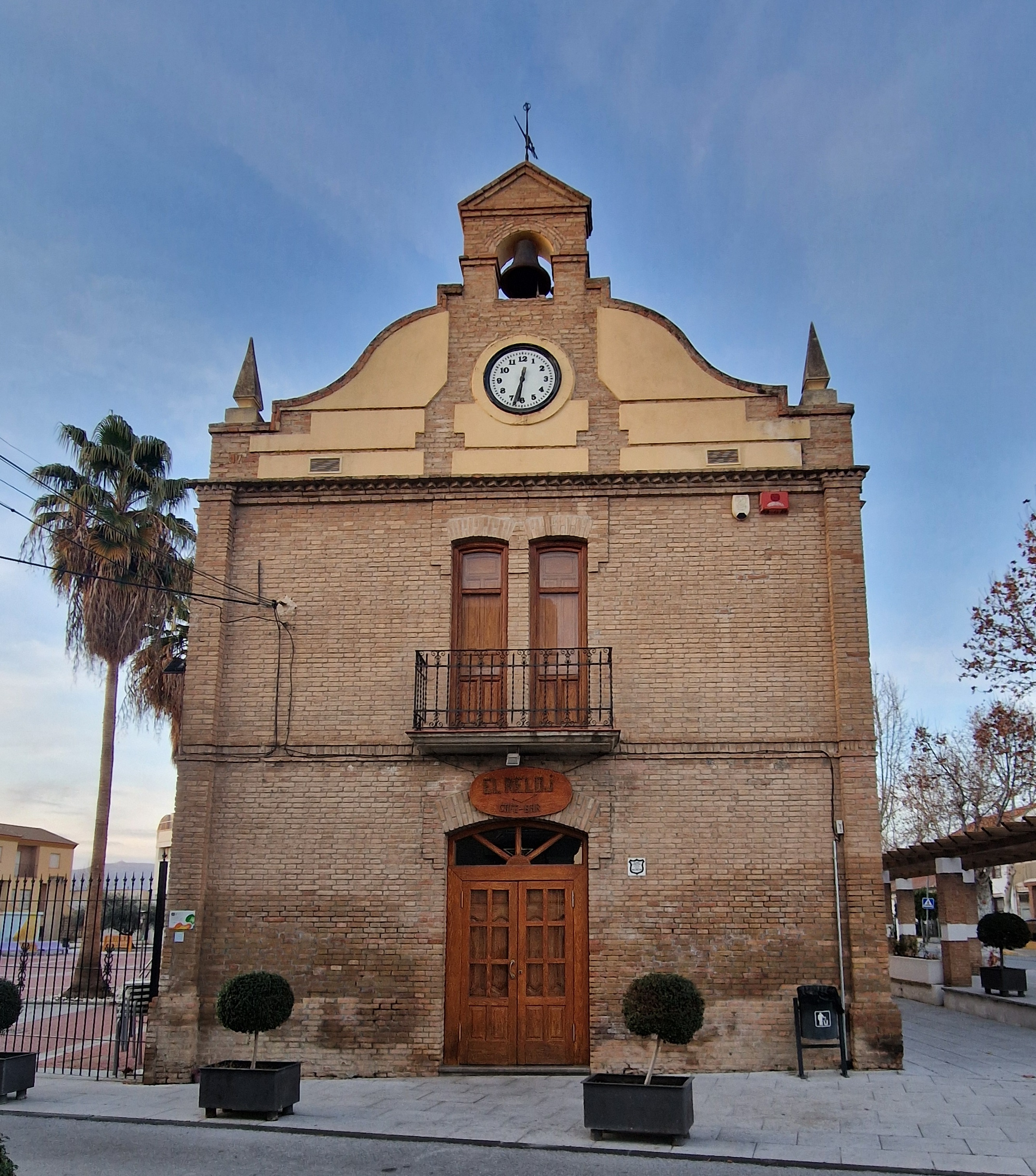
Café-Bar El Reloj, anexo al Centro de Estudios Lorquianos

Fuente Vaqueros cuenta con una población de 4625 habitantes (INE 2024).
| Gráfica de evolución demográfica de Fuente Vaqueros entre 1842 y 2021                                               |
| |
| Población de derecho según los censos de población del INE Población de hecho según los censos de población del INE |

## Economía

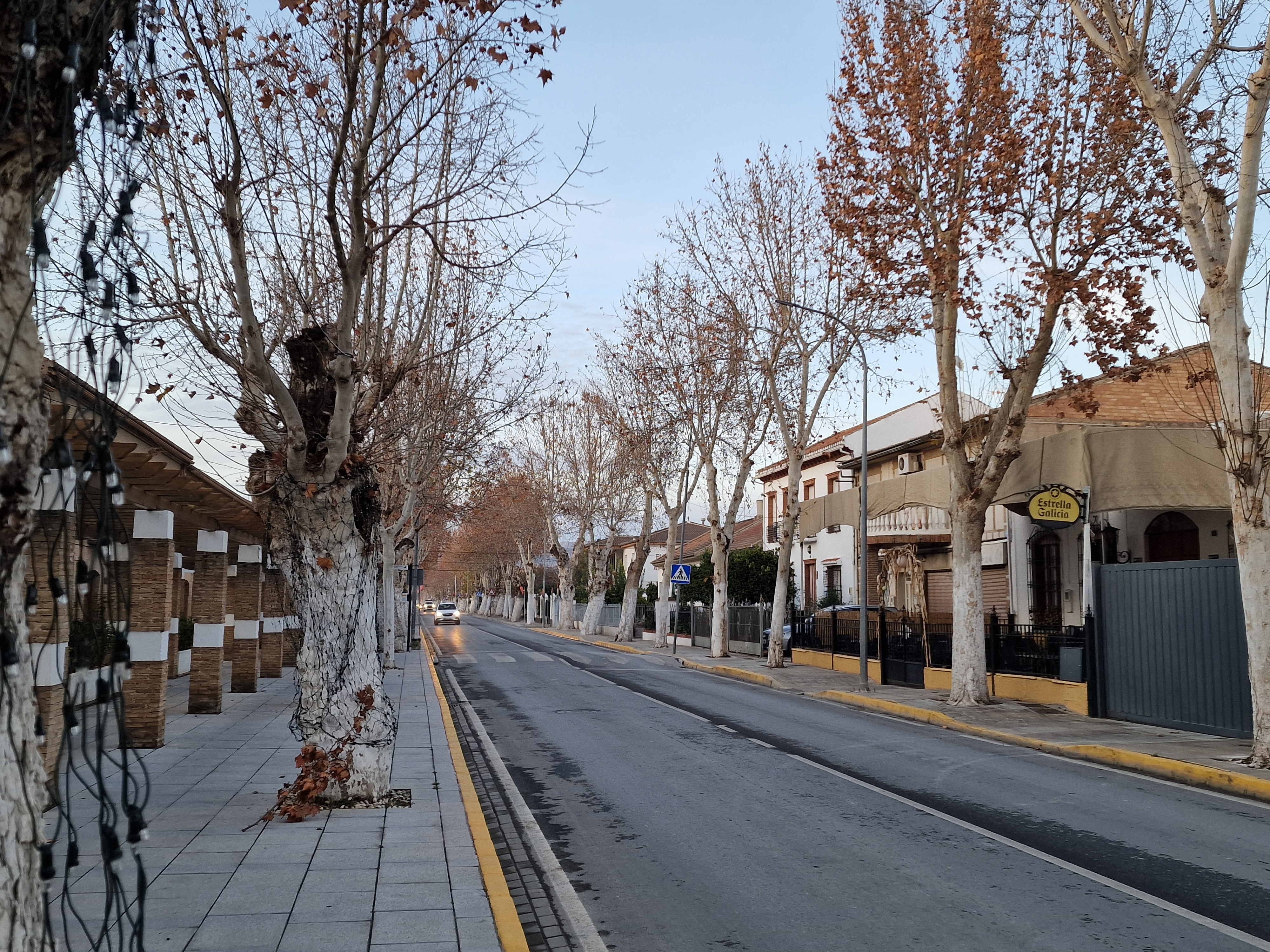
Paseo de la Reina

### Evolución de la deuda viva municipal
El concepto de deuda viva contempla sólo las deudas con cajas y bancos relativas a créditos financieros, valores de renta fija y préstamos o créditos transferidos a terceros, excluyéndose, por tanto, la deuda comercial.
| Gráfica de evolución de la deuda viva del Ayuntamiento de Fuente Vaqueros entre 2008 y 2022                                  |
| |
| Deuda viva del Ayuntamiento de Fuente Vaqueros, en miles de euros, según datos del Ministerio de Hacienda y Función Pública. |

## Administración y política

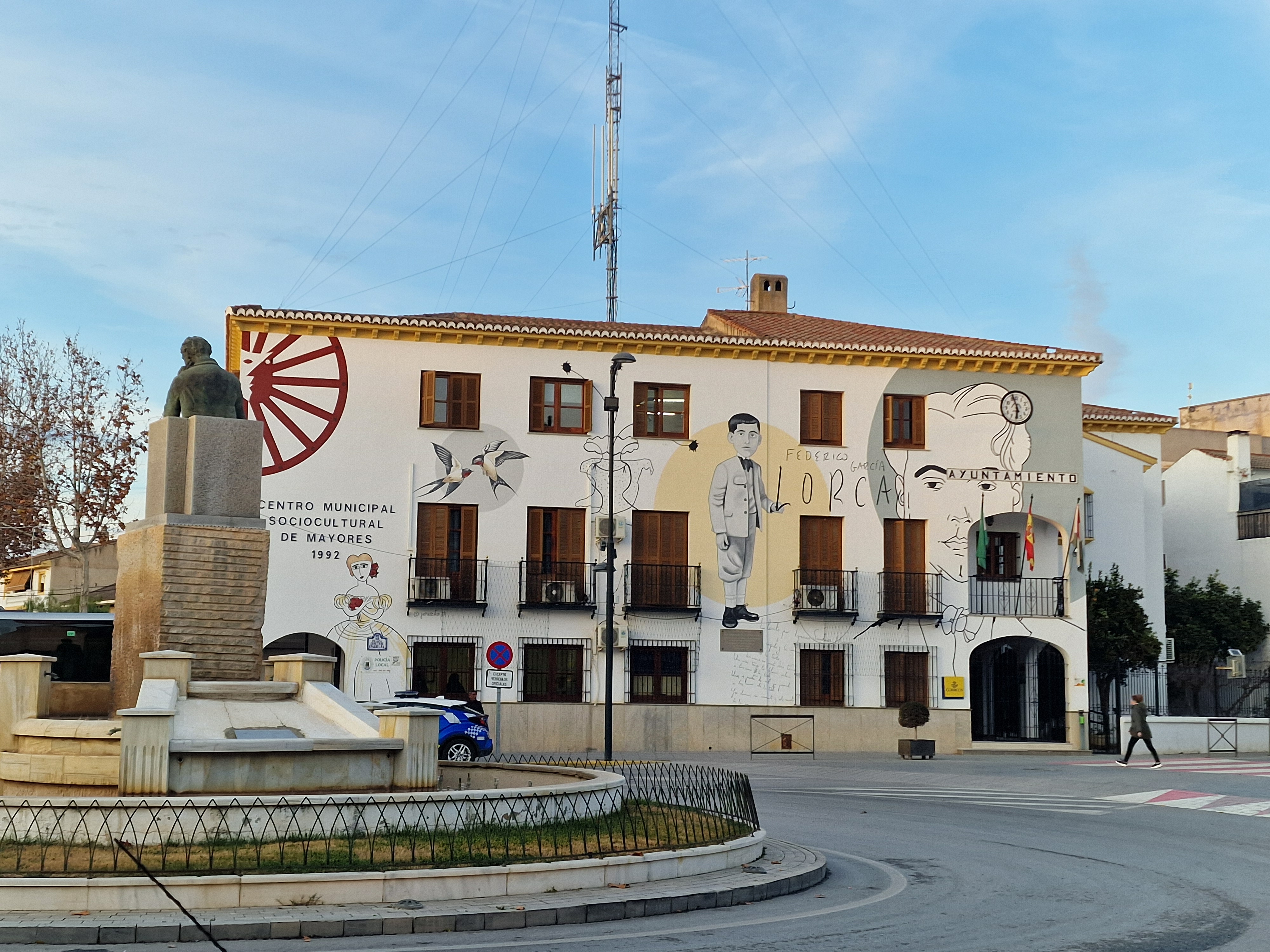
Ayuntamiento de Fuente Vaqueros y Monumento en Recuerdo a las Víctimas de la Guerra Civil

Los resultados en Fuente Vaqueros de las últimas elecciones municipales, celebradas en mayo de 2023, son:
| Elecciones Municipales - Fuente Vaqueros (2023) | Elecciones Municipales - Fuente Vaqueros (2023) | Elecciones Municipales - Fuente Vaqueros (2023) | Elecciones Municipales - Fuente Vaqueros (2023) | Elecciones Municipales - Fuente Vaqueros (2023) |
| Partido político                                | Partido político                                | Votos                                           | Votos                                           | Concejales                                      |
| ----------------------------------------------- | ----------------------------------------------- | ----------------------------------------------- | ----------------------------------------------- | ----------------------------------------------- |
|                                                 | Partido Socialista Obrero Español (PSOE)        | 1401                                            | 61,15 %                                         | 7                                               |
|                                                 | Partido Popular (PP)                            | 362                                             | 15,80 %                                         | 2                                               |
|                                                 | Izquierda Unida Para la Gente (PARA LA GENTE)   | 316                                             | 13,79 %                                         | 1                                               |
|                                                 | Podemos-Alianza Verde (PODEMOS-AV)              | 187                                             | 8,16 %                                          | 1                                               |

### Alcaldes
| Legislatura | Nombre                                                                          | Grupo  |
| ----------- | ------------------------------------------------------------------------------- | ------ |
| 1979-1983   | Francisco Martín García                                                         | PSOE   |
| 1983-1987   | Francisco Martín García                                                         | PSOE   |
| 1987-1991   | Francisco Martín García                                                         | PSOE   |
| 1991-1995   | Francisco Martín García                                                         | PSOE   |
| 1995-1999   | Francisco Martín García                                                         | PSOE   |
| 1999-2003   | Aurelio Rogelio Torres Almanchel                                                | PSOE   |
| 2003-2007   | Aurelio Rogelio Torres Almanchel                                                | PSOE   |
| 2007-2011   | Antonio Almazán Calero (2007-2009) Javier García Sánchez (2009-2011)            | IU IPF |
| 2011-2015   | Francisco José Martín Suárez                                                    | PSOE   |
| 2015-2019   | Francisco José Martín Suárez (2015-2017) José Manuel Molino Alberto (2017-2019) | PSOE   |
| 2019-2023   | José Manuel Molino Alberto                                                      | PSOE   |
| 2023-act.   | José Manuel Molino Alberto                                                      | PSOE   |

## Comunicaciones

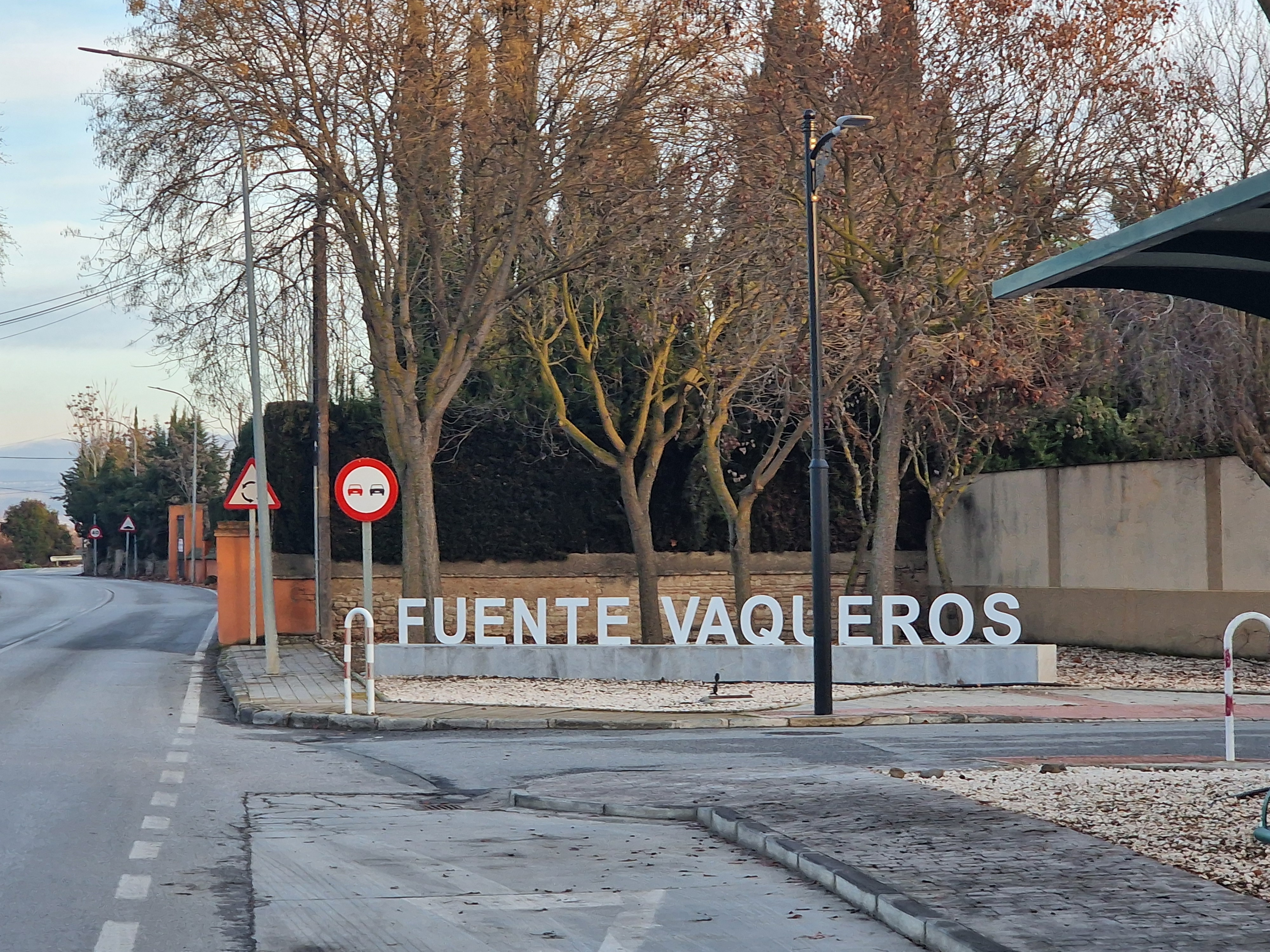
Entrada a la localidad por la carretera GR-3401 desde Valderrubio

### Carreteras
Fuente Vaqueros presenta plano de estrella en lo que a carreteras se refiere. El hecho de estar rodeado de diversos municipios limítrofes con sus núcleos de población, han propiciado el desarrollo de este tipo de disposición, siendo el centro neurálgico del municipio el inicio radial.
Por el término municipal de Fuente Vaqueros convergen las siguientes vías:
| Identificador      | Denominación                                            | Itinerario                               |
| ------------------ | ------------------------------------------------------- | ---------------------------------------- |
| GR-3401            | De Obéilar a A-92 (Chauchina)                           | Obéilar - A-92 (Chauchina)               |
| GR-3405            | De Fuente Vaqueros a GR-3417 y GR-3406                  | Fuente Vaqueros - Atarfe - Santa Fe      |
| GR-3406 (GR-NO-14) | De GR-3405 a N-432 y GR-43                              | Fuente Vaqueros - N-432 (Atarfe) - GR-43 |
| A-3401             | Carretera de Circunvalación Fuente Vaqueros - Chauchina | Fuente Vaqueros - Chauchina              |

### Autobús
Fuente Vaqueros dispone de un servicio de autobús interurbano gestionado por el Consorcio de Transporte Metropolitano del Área de Granada:
- Línea 240 (Granada-Santa Fe-Chauchina-Fuente Vaqueros) operada por ALSA
- Línea 335 (Granada-Fuente Vaqueros-Valderrubio-Escóznar-Obéilar) operada por Transportes Megías
- Línea 336 (Granada-Chauchina-Fuente Vaqueros-Valderrubio-Obéilar) operada por Transportes Megías

### Taxi
Fuente Vaqueros cuenta con servicio oficial de taxi, operado dentro del grupo Taxi Metropolitano, que abastece a diversos municipios del área metropolitana de Granada.

## Cultura

### Patrimonio histórico
- Fuente del agua

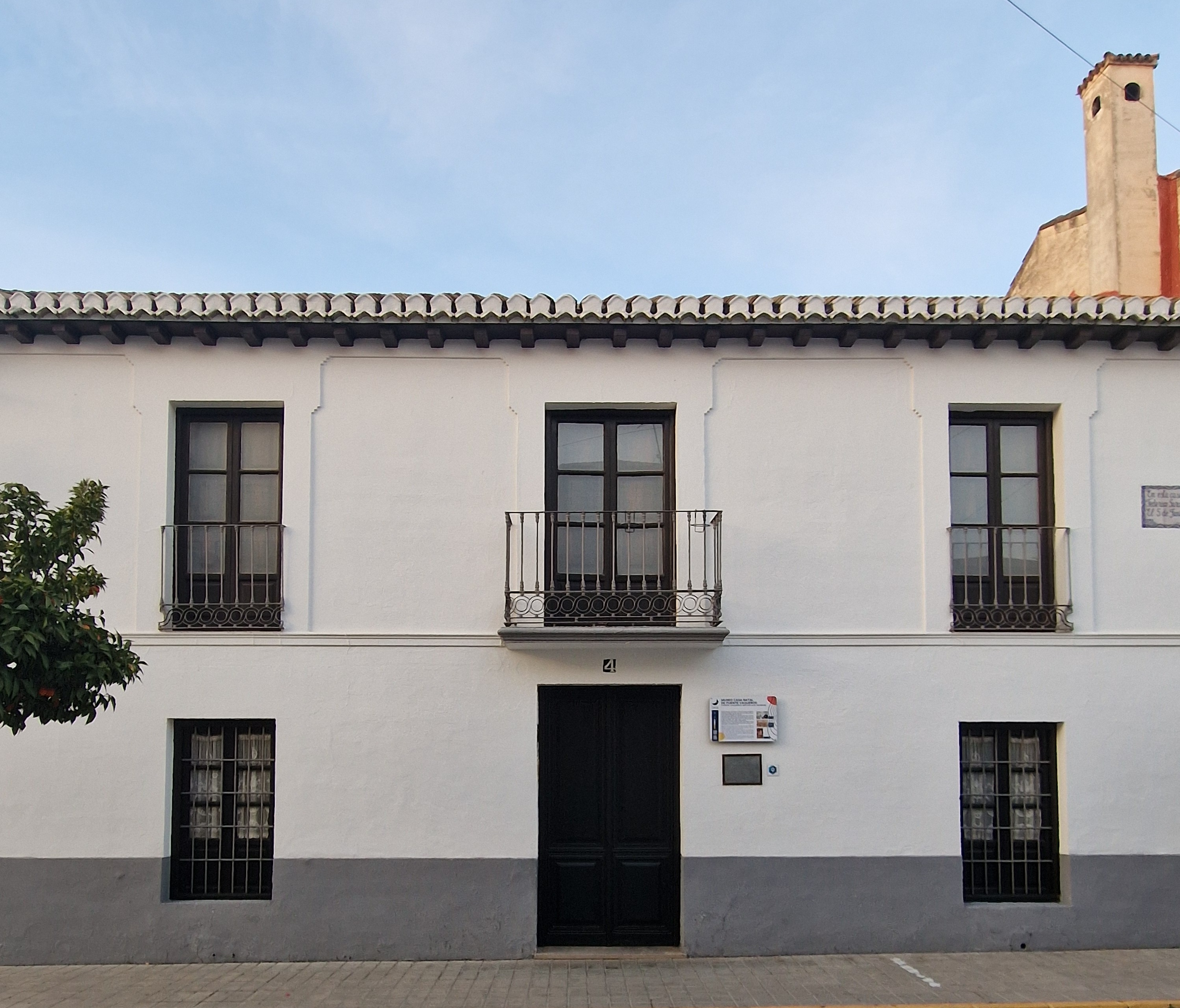
Museo Casa Natal de Federico García Lorca, en Fuente Vaqueros

- Monumento a las víctimas de la guerra civil española
- Monumento y monolitos a Federico García Lorca
- Iglesia parroquial de la Encarnación
- Museo - Casa natal de Federico García Lorca
- Centro de Estudios Lorquianos
- Teatro municipal Federico García Lorca
- Casa Real del duque de Wellington

### Festividades
Romería de San Marcos

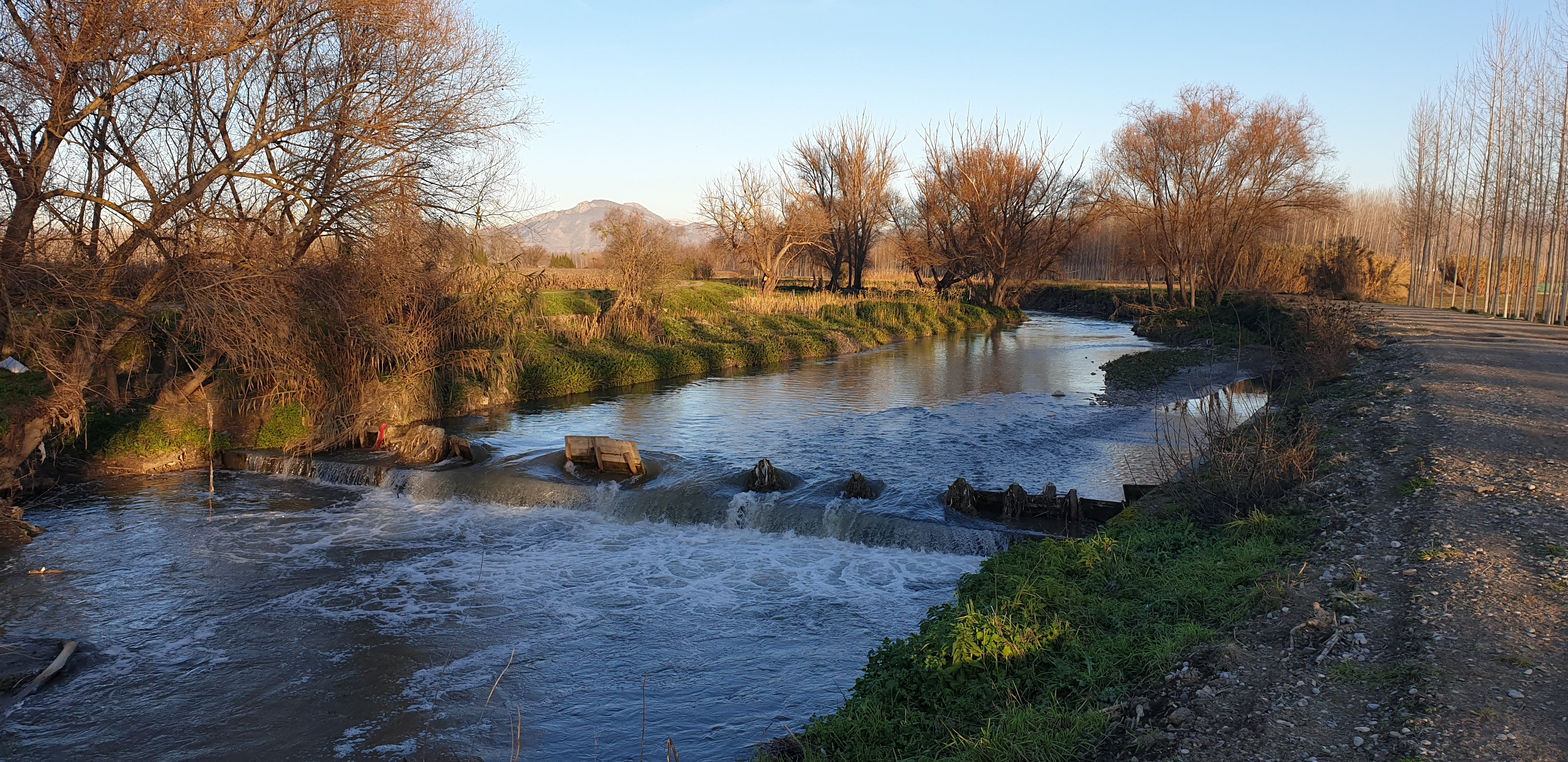
El río Genil a su paso por el municipio de Fuente Vaqueros

Cada 25 de abril se celebra en Fuente Vaqueros la romería de San Marcos, una jornada donde los habitantes del pueblo se desplazan hacia las Choperas de la Ribera del río Genil, Sierra Elvira o al pantano del Cubillas para pasar el día, rodeados de amigos y familiares. En este día, se suele realizar una comida familiar en el campo, donde el postre estrella es el Hornazo de San Marcos (un dulce típico de la localidad con base de pan de aceite y un huevo cocido sellado en forma de cruz) con chocolate.
Semana Cultural
Federico García Lorca nació en Fuente Vaqueros el 5 de junio de 1898. La primera semana de junio se celebra en Fuente Vaqueros la “Semana Cultural”, una semana llena de actos culturales conmemorando el nacimiento del ilustre poeta fuenterino. Además, es tradición el famoso “5 a las 5” y el concierto homenaje en el paseo del Prado.
El primer “5 a las 5” se celebró en Fuente Vaqueros el 5 de junio de 1976. Una gran fiesta popular que recordó al poeta, junto a miles de personas, que se desplazaron hasta la localidad. En aquella tarde, sobre el escenario presidido por una gran fotografía de Federico, se sucedieron, entre otros, los discursos y recitales de Nuria Espert, Lola Gaos, Aurora Bautista, José Agustín Goytisolo, Juan de Loxa, Manuel Fernández Montesinos y al final, Blas de Otero.
Fiestas populares
Las fiestas populares de Fuente Vaqueros se celebran tradicionalmente a principios de septiembre o finales de agosto. Son una semana, donde el centro neurálgico del municipio (paseo del Prado) se engalana para pasar unos días de fiesta, con amigos y familia. Cabe destacar el día de la bicicleta, los desfiles y pasacalles mañaneros acompañados de la banda municipal de música o la Exhibición de Doma Ecuestre. Anteriormente, estas fiestas estaban catalogadas como Real Feria de Ganado y fiestas patronales en honor al Santísimo Cristo de la Victoria. El día de la procesión era el 3 de septiembre, en plena Feria Real del Ganado, pero el párroco de la iglesia, Don Eduardo Martín Granados, no consintió que la figura se procesionara en la Feria, porque según él, las ferias eran paganas. Así que viajó hasta Roma (Italia), para poder inscribirlo como santo patrón de Fuente Vaqueros, y cambió su día, que desde los años 50 pasó a ser el 14 de septiembre, día de la Exaltación de la Santa Cruz.
Festividad del Santísimo Cristo de la Victoria
El día del santo patrón de Fuente Vaqueros se celebra el 14 de septiembre, coincidiendo con el día de la Exaltación de la Santa Cruz. El Santísimo Cristo de la Victoria sale en procesión cada año, por las calles de su pueblo siendo la imagen más querida y venerada de la localidad. El municipio se engalana y realiza un Triduo los días previos a la Festividad que se lleva a cabo en la iglesia parroquial de la Encarnación, sede canónica del Santísimo Cristo.
La peculiar historia de este Cristo, se remonta a la Guerra de la Independencia (1808-1812), en una aldea llamada Darajali vivían de caseros los abuelos de una vecina del pueblo, más conocida como Enanilla de Rute.
Una noche llamaron a la puerta cuatro hombres, sin saberse si eran españoles o franceses, pidiendo leña a cambio de algo que llevaban escondido: un cristo con su cruz y a tamaño natural.
El casero les dio leña y se quedó con el Cristo, pero la vivienda era muy pequeña y no tenían sitio donde guardarle culto, así que se lo llevaron al almacén de grano del pueblo, llamado El Trébol.
El Cristo pasó allí unas cuantas semanas, hasta que llegaron al pueblo unos oficiales franceses, ocupando el almacén de trigo. El alcalde del pueblo, que se llamaba Don Vidal, y su señora, Doña Vicenta, ordenaron a los caseros que llevaron el Cristo al almacén que hicieran de comer a los franceses. Los oficiales, al ver la cruz, y ante las bajas temperaturas, lo querían quemar para calentarse, pero el alcalde lo evitó, ofreciéndoles leña a cambio.
El alcalde Don Vidal se llevó al Cristo a su casa, escondiéndolo debajo de la cama, donde las gentes del pueblo lo visitaban y le dieron el nombre de Señor del tío Vidalico.
Cuando Don Vidal murió, sus hijos donaron la imagen del Cristo a la iglesia del pueblo, con el nombre de Santísimo Cristo de la Victoria, nombre que se le otorgó tras la victoria de España contra los franceses.
El día del Cristo era tradicionalmente el 3 de septiembre, en plena Feria Real del Ganado (días 1, 2, 3 y 4 de ese mes), pero el párroco de la iglesia, Don Eduardo Martín Granados, no consintió que la figura se procesionara durante la Feria, porque según él, las ferias eran paganas. Así que viajó hasta Roma (Italia), para poder inscribirlo como santo patrón de Fuente Vaqueros, y cambió su día, que desde los años 50 pasó a ser el 14 de septiembre, día de la Exaltación de la Santa Cruz.
Semana Santa

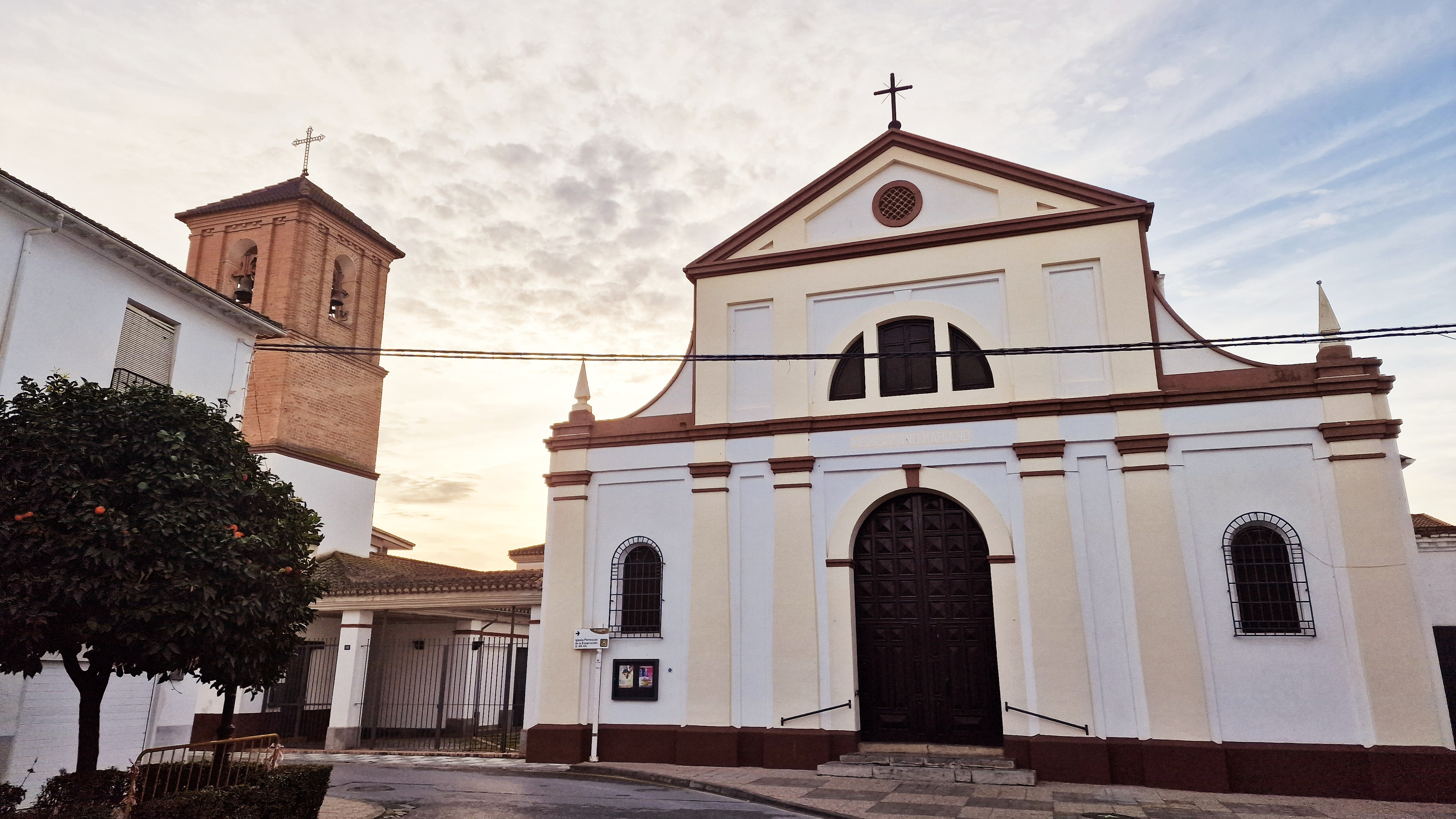
Iglesia de Nuestra Señora de la Encarnación

Esta fiesta de carácter religioso, está enmarcada dentro de la liturgia católica. Durante estas fechas, el pueblo de Fuente Vaqueros celebra la muerte y resurrección de Cristo en la Cruz. Es por ello, que desde la iglesia parroquial de la Encarnación, se realizan dos Estaciones de Penitencia. La primera, el Viernes de Dolores donde sale la imagen de Ntra. Sra. de los Dolores por las calles de Fuente Vaqueros. Una imagen dolorosa de talla anónima de la Escuela Granadina y que levanta mucha devoción entre los habitantes fuenterinos.
La segunda salida procesional, se realiza el Viernes Santo, donde sale la imagen del Santísimo Cristo de la Victoria en solemne procesión del silencio. 
Durante esta semana, es muy típico la elaboración de dulces y postres caseros como torrijas, roscos de Pascua, pestiños o leche frita.
Día de la Candelaria

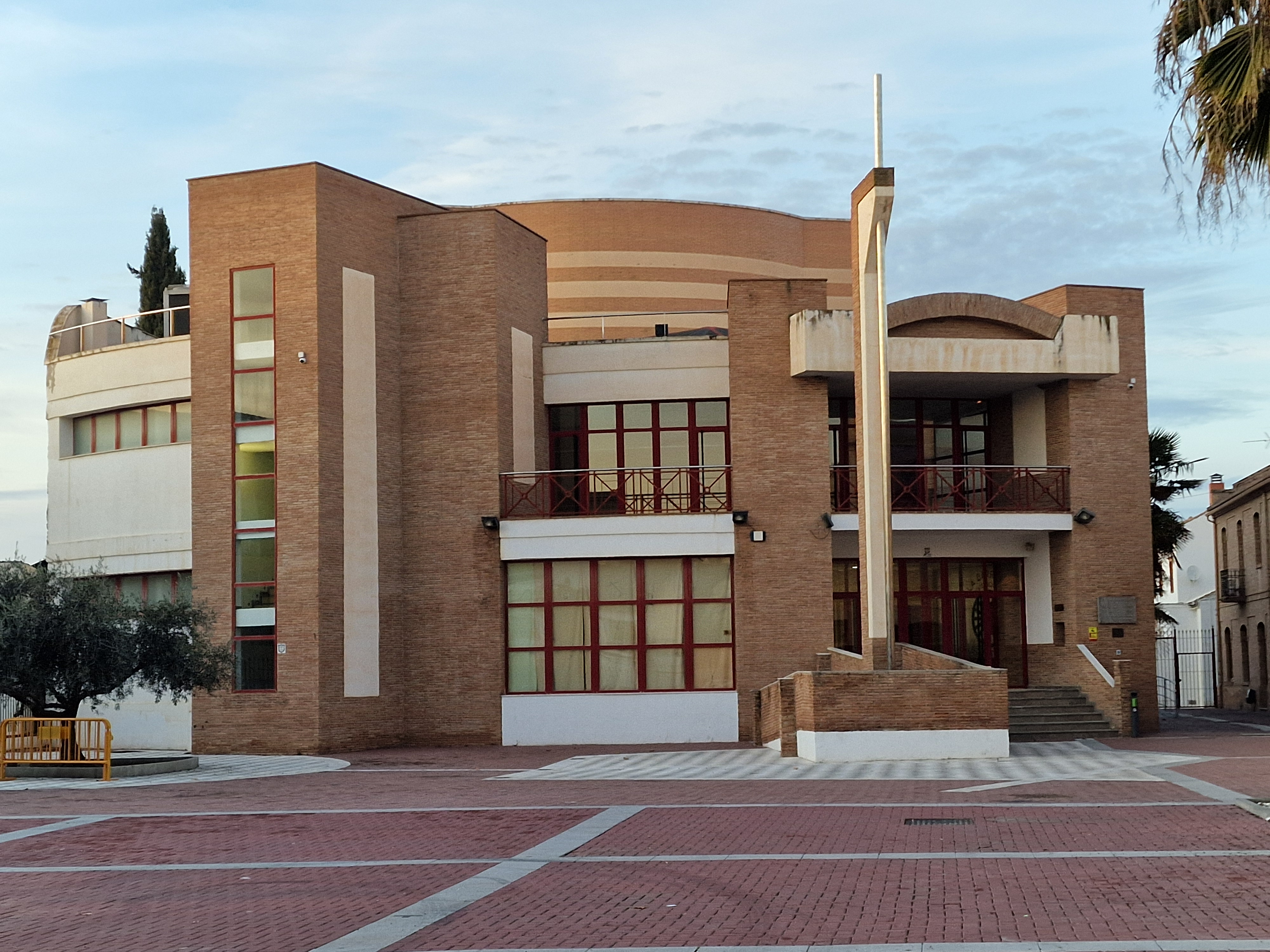
Teatro Federico García Lorca, en la calle Manuel de Falla

El viernes siguiente al 2 de febrero se celebra, salvo que el 2 de febrero sea viernes, la fiesta de la Candelaria en Fuente Vaqueros.
El ayuntamiento de Fuente Vaqueros realiza una gran hoguera en la plaza del Teatro Federico García Lorca alrededor de la cual se asan cada año cientos de kilos de patata que son repartidos entre los asistentes junto con vino y bebida. Es tradicional este día, la celebración del concurso municipal de gachas, donde los habitantes del pueblo compiten por demostrar quién tiene la mejor receta de este dulce típico de Fuente Vaqueros.
Romería de San Isidro
En el mes de mayo, el día 15 o el inmediatamente posterior fin de semana, se celebra en Fuente Vaqueros la fiesta de San Isidro Labrador. Fuente Vaqueros es una localidad cuya principal fuente de ingreso es la agricultura y la labranza, de ahí la devoción al santo, al que se le pide que venga un buen año para las cosechas del pueblo. La imagen del santo recorre algunas calles del municipio desde la iglesia parroquial de la Encarnación hasta el malecón del río Genil (parque del Tranvía), donde la imagen se detiene y se realiza una merienda entre los fieles que lo acompañan con las tradicionales tortas de San Isidro y las empanadillas de chocolate, otro dulce típico de Fuente Vaqueros.

### Federico García Lorca
Internacionalmente se le conoce por haber sido el pueblo natal de Federico García Lorca.

En este pueblo tuve mi primer ensueño de lejanía. En este pueblo yo seré tierra y flores
F.G. Lorca

Este poeta nació el 5 de junio de 1898 en la casa de la maestra del pueblo, doña Vicenta Lorca, su madre. De ahí que en este municipio se encuentren muchas referencias y huellas del universal poeta y dramaturgo, con monumentos y museos construidos en su memoria.

### Gastronomía

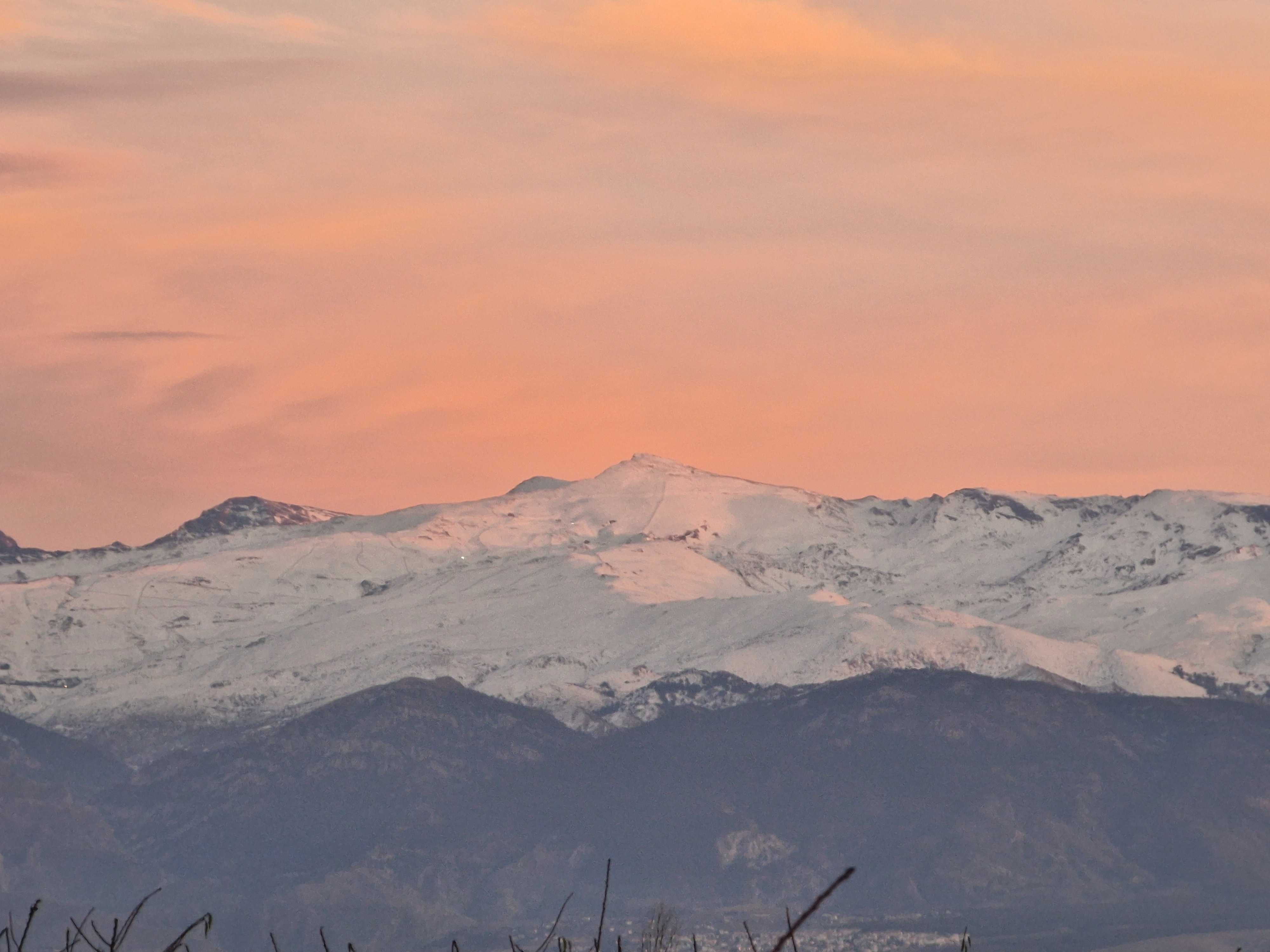
Vista de Sierra Nevada desde Fuente Vaqueros

Las verduras y hortalizas que se cultivan en las fértiles tierras de Fuente Vaqueros protagonizan los platos tradicionales del municipio. De hecho, su principal cultivo de regadío es el espárrago verde –que junto con las patatas, espinacas y pimientos– es componente habitual de su recetario. Como platos de verduras destacan la leche pava, que no lleva leche sino calabaza, la sopa de maimones y las patatas en gloria, con aceite y vinagre. En cuanto a las carnes, destacan preparaciones como las collejas en ajillo, cochifritos y el cerdo y sus derivados, que se cocinan en las típicas matanzas. Los huevos a la nieve es un postre típico fuenterino, junto con los roscos de vino. Los frutales, como los manzanos, ciruelos, caquis y perales que jalonan los campos de Fuente Vaqueros, ponen el postre a sus menús.

## Hermanamientos
- Alfacar, España
- Campillos, España
- Víznar, España